# Soo Locks

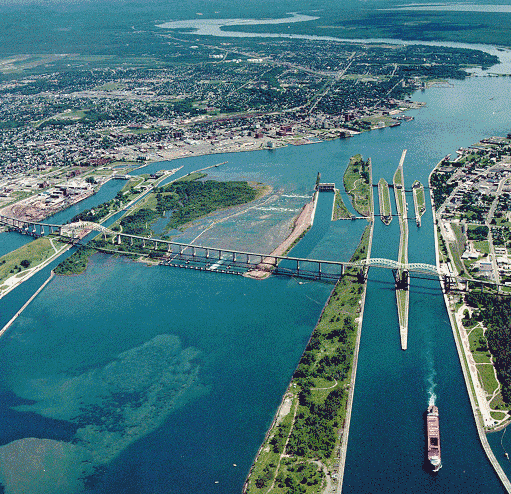
Soo Locks zwischen Sault Ste. Marie, Michigan, USA (rechts) und Sault Ste. Marie (Ontario), Kanada (links)

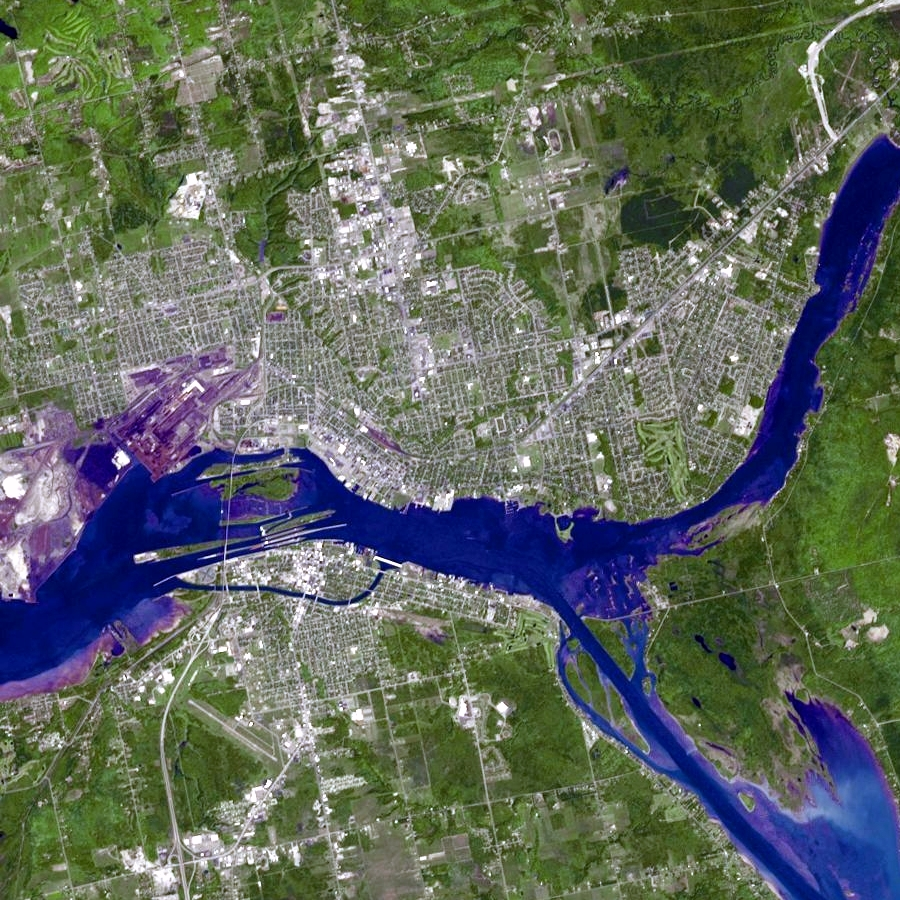
Satellitenaufnahme der Soo Locks

Die Soo Locks sind eine Schleusenanlage am Saint Marys River bei Sault Ste. Marie an der Grenze zwischen Kanada und den Vereinigten Staaten. Die Schleusen liegen an der Verbindung zwischen dem Oberen See und dem Huronsee.
Eine erste Schleuse wurde 1798 von der North West Company auf kanadischer Seite errichtet, aber schon 1814 im Britisch-Amerikanischen Krieg zerstört. 1837 wurde auf amerikanischer Seite der Bau der Soo Locks bei Sault Ste. Marie vom Bundesstaat Michigan begonnen und 1855 fertiggestellt. Michigan betrieb die Anlagen bis 1881. Nach der Vollendung der Weizel Locks gingen die amerikanischen Soo Locks in die Verwaltung der Bundesregierung der Vereinigten Staaten über und werden seitdem von United States Army Corps of Engineers betrieben.
Historische Folge der Schleusenanlagen nach ihrer Inbetriebnahme:
- 1855 – State Lock: Gebaut vom State of Michigan mit 107 m Länge und 21 m Breite
- 1881 – Weitzel Lock: Gebaut vom Alfred Noble unter der Leitung von Gottfried Weitzel vom U.S. Army Corps of Engineers, 157 m Länge und 24 m Breite
- 1895 – 1. Kanadisches Soo Lock: Nach Unstimmigkeiten zwischen Kanada und den USA erbaut mit 274 m Länge und 18 m Breite
- 1896 – 1. Poe Lock: Umbau des State Lock auf 244 m Länge und 30 m Breite
- 1914 – Davis Lock: Mit Zunahme der Größe der Schiffe war eine weite Schleuse notwendig, die schließlich 411 m Länge und 24 m Breite besaß
- 1919 – Sabin Lock: Kurz vor Vollendung der Davis Locks wurde mit dem Bau einer weiteren baugleichen Schleuse begonnen, die Davis und Sabin Locks waren die ersten mit Betonwänden in den Schleusenkammern.
- 1943 – MacArthur Lock: Umbau der alten Weizel Locks auf 244 m Länge und 24 m Breite
- 1968 – 2. Poe Lock: Umbau der 1. Poe Locks auf 366 m Länge und 34 m Breite
- 1998 – 2. Kanadisches Soo Lock: Nach Beschädigung der historischen Schleuse 1987 wurde diese geschlossen. Ein kleinerer Neubau innerhalb der alten mit 77 m Länge und 15 m Breite dient heute nur noch Touristenbooten

Die die Soo Locks überquerende Sault Ste. Marie International Bridge wurde am 31. Oktober 1962 freigegeben. Im November 1966 erhielten die Soo Locks unter der Bezeichnung St. Mary’s Falls Canal den Status einer National Historic Landmark zuerkannt.
Die Schleusenanlage fertigt heute etwa 10.000 Schiffe pro Jahr ab.